# Autoroute A20 (Suisse)
Pour les articles homonymes, voir A20.
L'autoroute A20 en Suisse est une autoroute et une semi-autoroute reliant Neuchâtel au Locle en passant par La Chaux-de-Fonds dans le canton de Neuchâtel. Elle est intégrée à la route principale 20. À la suite de l'acceptation par le peuple et les cantons suisses du FORTA (Fond d'infrastructures routières) le 12 février 2017, l'ancienne H20 passe dans le giron des routes nationales en 2020 et devient A20.

## Itinéraire
- En projet : Le Col-des-Roches – Le Crêt-du-Locle (contournement du Locle) ;
- Autoroute : Le Crêt-du-Locle – La Chaux-de-Fonds ouest ;
- En projet : contournement de La Chaux-de-Fonds ;
- Semi-autoroute : La Chaux-de-Fonds sud – Les Hauts-Geneveys ;
- Autoroute : Les Hauts-Geneveys – Neuchâtel-Vauseyon (jonction avec l’A5).